# Dolní Brusnice
Dolní Brusnice (en allemand : Nieder Prausnitz) est une commune du district de Trutnov, dans la région de Hradec Králové, en Tchéquie. Sa population s'élevait à 402 habitants en 2020.

## Géographie
Dolní Brusnice se trouve à 7 km à l'ouest-nord-ouest de Dvůr Králové nad Labem, à 18 km au sud-ouest de Trutnov, à 29 km au nord-nord-ouest de Hradec Králové et à 102 km à l'est-nord-est de Prague.
La commune est limitée par Mostek au nord, par Nemojov à l'est, par Bílá Třemešná au sud, par Třebihošť au sud-ouest et par Horní Brusnice au nord-ouest.

## Histoire
La première mention écrite de la localité date de 1358.